# Mehmood
Mehmood (Hindi: मेहमूद, Mehmūd; * 23. September 1932 in Bombay; † 23. Juli 2004 in Pennsylvania, USA; bürgerlicher Name: Mehmood Ali)  war indischer Schauspieler, Playbacksänger und Filmproduzent. Er war bekannt für seine komischen Rollen in indischen Filmen. Mehmood hat bei über 300 Filmen in drei Jahrzehnten mitgewirkt.
Einige seiner Lieder sind: Ek chatur naar aus Padosan,  Aao Twist Karen (Let’s do the twist) aus Bhoot Bangla, Yeh do deewane dil ke aus Johar Mehmood in Goa und Hum kaale hai to kyaa huaa dilwaale hain (What if I am dark, I have a heart) aus Gumnaam.
Mehmoods Sohn Lucky Ali ist ein populärer Sänger, der auch in Filmen gespielt hat.

## Filmografie (Auswahl)
- 1956: C.I.D.
- 1957: Baarish
- 1957: Pyaasa
- 1958: Parvarish
- 1959: Kaagaz Ke Phool
- 1960: Shriman Satyawadi
- 1961: Sasuraal
- 1962: Dil Tera Deewana
- 1965: Gumnaam
- 1966: Pyar Kiye Ja
- 1966: Love in Tokyo
- 1967: Patthar Ke Sanam
- 1968: Padosan
- 1968: Neel Kamal
- 1968: Aankhen
- 1968: Do Poo
- 1968: Sadhu aur Shaitan
- 1970: Humjoli
- 1971: Main Sundar Hoon
- 1979: Nauker
- 1974: Kunwaara Baap
- 1994: Udhaar Ki Zindagi
- 1994: Andaz Apna Apna
- 1995: Guddu – Eine Liebe mit Hindernissen
- 1996: Dushman Duniya Ka – Liebe schmerzt